# Louis-Jacques Collombel de La Roussellière
Louis-Jacques Collombel de La Roussellière, né à L'Aigle le 23 mai 1738 et mort à Verneuil-sur-Avre le 27 décembre 1808, est un homme politique français.

## Biographie
Collombel est député de l'Orne à la Convention nationale où il remplace Jean-Louis Carra, qui opte pour la Saône-et-Loire. Il vote pour la mort de Louis XVI. Le 23 vendémiaire an V, il fait son entrée au Conseil des Cinq-Cents comme représentant du Nord qu’il quitte dès l’an V.

## Sources
- « Louis-Jacques Collombel de La Roussellière », dans Adolphe Robert et Gaston Cougny, Dictionnaire des parlementaires français, Edgar Bourloton, 1889-1891 [détail de l’édition]